# Wrocławski Festiwal Dobrego Piwa
Wrocławski Festiwal Dobrego Piwa – międzynarodowy festiwal piwowarski we Wrocławiu, na którym swoje wyroby prezentują browary z Polski i z zagranicy. Festiwal odbywa się każdego roku w drugi weekend czerwca.

## Historia
Inicjatorkami Festiwalu Dobrego Piwa były Joanna Boś, organizatorka imprez w Centrum Kultury „Zamek”, oraz Agnieszka Wołczaska-Prasolik (laureatka Złotego Chmielu 2013). Swoją pierwszą edycję festiwal miał w roku 2010, trwał wówczas dwa dni. Od roku 2012 rozszerzony został do 3 dni. W latach 2010–2013 odbywał się na terenach zamku oraz Parku Leśnickiego, znajdującego się na wrocławskim osiedlu Leśnica. Ze względu na stale wzrastającą ilość wystawców oraz odwiedzających, od roku 2014 festiwal został przeniesiony na esplanadę Tarczyński Areny Wrocław na wrocławskim osiedlu Pilczyce.
Rokrocznie na festiwalu swoje piwa beczkowe i butelkowe prezentują browary regionalne, rzemieślnicze, kontraktowe i restauracyjne z Polski, Czech, Belgii, Niemiec, Ukrainy, Danii, Norwegii, Holandii, Włoch, Anglii, Szkocji, Irlandii. Ofertę uzupełniają specjały kuchni regionalnych, koncerty muzyczne, pokazy filmowe, wystawy, konkursy itp.
Festiwal nie jest biletowany, więc trudno o określenie dokładnej frekwencji. Szacuje się, iż w roku 2011 wyniosła ona około 10.000 osób, w roku 2012 około 20.000 osób, w 2013 około 25.000 osób, od roku 2014 i 2015 po około 60.000.
Jest to największy festiwal piwny w Polsce pod względem frekwencji oraz ilości wystawców. W roku 2015 – 57 stoisk piwnych, 350 kranów, 142 browary, ponad 1000 różnych piw, w tym aż 26 premierowych. W roku 2022 – 73 stoiska piwne.
Podczas wrocławskiego festiwalu wręczane są nagrody plebiscytu „Piwo Roku”, organizowanego przez właściciela największego polskiego portalu internetowego o piwie i piwowarstwie – Browar.biz.

## Wrocławskie Warsztaty Piwowarskie
Wrocławskie Warsztaty Piwowarskie to doroczny zjazd piwowarów domowych oraz przedstawicieli firm piwowarskich, organizowany tradycyjnie w maju, we Wrocławiu. Pierwsze spotkanie piwowarów amatorów odbyło się 15–16 maja 2004 r. Głównym celem warsztatów jest wymiana doświadczeń, prezentacja piw domowych, pokaz warzenia piwa oraz wykłady dotyczące techniki i technologii warzenia, jak również sensoryki piwa. Ze środowiska Wrocławskich Warsztatów Piwowarskich powstał Festiwal Dobrego Piwa. Obecnie warsztaty wraz z konkursem piw domowych stanowią część festiwalu.

## Konkurs Piw Domowych
Od III edycji Wrocławskich Warsztatów Piwowarskich imprezie towarzyszy Wrocławski Konkurs Piw Domowych organizowany w dwóch stylach. Wyjątkowo w 2011 r. konkurs odbył się w trzech różnych kategoriach (stylach). Pierwsze dwie edycje konkursu dotyczyły piw według z góry określonej receptury.
| Edycja | Rok  | Kategorie                         | I miejsce                              | II miejsce                   | III miejsce                  | Grand Prix                   |
| ------ | ---- | --------------------------------- | -------------------------------------- | ---------------------------- | ---------------------------- | ---------------------------- |
| VIII   | 2013 | pils niemiecki                    | Piotr Turek                            | Przemysław Nowicki           | Piotr Brodowski              | Mateusz Gulej                |
| VIII   | 2013 | stout                             | Mateusz Gulej                          | Waldemar Pitala              | Paulina i Michał Bilscy      | Mateusz Gulej                |
| VII    | 2012 | pilzner czeski                    | Łukasz Chrząszcz                       | Andrzej Miler                | Adam Stawowczyk              | Jacek Stachowski             |
| VII    | 2012 | koźlak pszeniczny                 | Jacek Stachowski                       | Adam Wróbel                  | Agnieszka Łopata             | Jacek Stachowski             |
| VI     | 2011 | pils niemiecki                    | Przemysław Domagalski                  | Artur Olender                | Tomasz Soboń                 | Czesław Dziełak              |
| VI     | 2011 | American India Pale Ale           | Szymon Kierszniowski                   | Krzysztof Kula               | Andrzej Jackiewicz           | Czesław Dziełak              |
| VI     | 2011 | Piwa specjalne                    | Czesław Dziełak                        | Tomasz Rogaczewski           | Arkadiusz Suchecki           | Czesław Dziełak              |
| V      | 2010 | pils niemiecki lub bohemski       | Piotr Turek                            | Szymon Kierszniowski         | Jacek Domagalski             | Bartosz Grzęda               |
| V      | 2010 | witbier                           | Bartosz Grzęda                         | Krzysztof Juszczak           | Waldemar Szweda              | Bartosz Grzęda               |
| IV     | 2009 | pils niemiecki                    | Mateusz Pająk                          | Tomasz Kopyra                | Jacek Domagalski             | n.p.                         |
| IV     | 2009 | belgijski Dubbel                  | Artur Olender                          | Jacek Stachowski             | Anna Chachuła                | n.p.                         |
| III    | 2008 | pils niemiecki do 12 °Blg         | Jacek Domagalski                       | Sławomir Opaliński           | Jacek Materski               | n.p.                         |
| III    | 2008 | stout owsiany do 13 °Blg          | Krzysztof Kula & Arkadiusz Siarkiewicz | Rafał Wesołowski             | Tomasz Piecuń                | n.p.                         |
| II     | 2007 | piwo jasne dolnej fermentacji     | Grzegorz Plantos                       | Agnieszka Wołczaska-Prasolik | Mateusz Pająk                | Grzegorz Plantos             |
| II     | 2007 | piwo pszeniczne typu niemieckiego | Leszek Piątkowski                      | Agnieszka Wołczaska-Prasolik | Jan Marek & Krzysztof Kula   | Grzegorz Plantos             |
| I      | 2006 | piwo górnej fermentacji           | Agnieszka Wołczaska-Prasolik           | Katarzyna Bogucka            | Krzysztof Zach               | Agnieszka Wołczaska-Prasolik |
| I      | 2006 | piwo dolnej fermentacji           | Mateusz Pająk                          | Andrzej Jastrzębski          | Agnieszka Wołczaska-Prasolik | Agnieszka Wołczaska-Prasolik |

## Konkursy etykiet piwnych
Od roku 2013 podczas festiwalu odbywa się Konkurs Domowych Etykiet Piwnych, projektowanych przez piwowarów domowych dla swoich piw.
Od roku 2014 odbywa się Konkurs Etykiet Piw Rzemieślniczych.